# Wacław Kuczajowski
Wacław Kuczajowski vel Kuczaj vel Kutiaj ps. „Kossak” (ur. 6 września 1897 w Kaliszu, zm. po 1945) – major piechoty Wojska Polskiego, działacz niepodległościowy, kawaler Orderu Virtuti Militari.

## Życiorys
Urodził się 6 września 1897 w Kaliszu, w rodzinie Andrzeja i Marii z Nowaków. W czasie I wojny światowej walczył w szeregach 5 pułku piechoty Legionów Polskich. Za czyny męstwa został później odznaczony Orderem Virtuti Militari, Krzyżem Niepodległości i trzykrotnie Krzyżem Walecznych.
Od 1919, w stopniu podchorążego, pełnił służbę w Szkole Podchorążych w Warszawie na stanowisku oficera kompanii, a w 1921 jako podporucznik na stanowisku oficera klasy 1/41. 3 maja 1922 został zweryfikowany w stopniu porucznika ze starszeństwem od 1 czerwca 1919 i 2814. lokatą w korpusie oficerów piechoty, a jego oddziałem macierzystym był 5 pułk piechoty Legionów. Później został przeniesiony do 33 pułku piechoty w Łomży i przydzielony do Powiatowej Komendu Uzupełnień Modlin na stanowisko oficera instrukcyjnego. W listopadzie 1923 został przydzielony do 33 pp. W 1928 służył w 22 pułku piechoty w Siedlcach. Z dniem 20 września 1928 został przydzielony na XII trzymiesięczny normalny kurs w Centralnej Szkole Strzelniczej w Toruniu. 2 kwietnia 1929 prezydent RP nadał mu z dniem 1 stycznia 1929 stopień kapitana w korpusie oficerów piechoty i 14. lokatą. W sierpniu 1929 został przeniesiony do kadry oficerów piechoty z równoczesnym przeniesieniem służbowym do baonu podchorążych rezerwy piechoty nr 10 w Gródku Jagiellońskim na stanowisko instruktora. Od sierpnia 1931 służył w batalionie morskim w Wejherowie. W grudniu 1932 ogłoszono jego przeniesienie do Departamentu Piechoty Ministerstwa Spraw Wojskowych w Warszawie. We wrześniu 1933 został przeniesiony do 21 pułku piechoty w Warszawie. Na stopień majora został mianowany ze starszeństwem z 1 stycznia 1936 i 113. lokatą w korpusie oficerów piechoty. W marcu 1939 pełnił służbę w 30 pułku piechoty w Warszawie na stanowisku II zastępcy dowódcy pułku (kwatermistrza).
W sierpniu 1939, w czasie mobilizacji, objął dowództwo baonu karabinów maszynowych i broni towarzyszących nr 1. Na jego czele walczył w bitwie pod Mławą. W czasie obrony Warszawy dowodził kombinowanym batalionem, który obsadził pierwszy rzut obrony pozycji „Utrata”. Po kapitulacji załogi stolicy dostał się do niemieckiej niewoli. 6 listopada 1939 trafił do Oflagu X A Itzehoe (nr jeńca 75041). 31 marca 1940 został przeniesiony do Oflagu X B Nienburg, a 17 września 1942 do Oflagu VI B Dössel. Wiosną 1946 został zarejestrowany w Polskim Punkcie Repatriacyjnym w Lubece.
17 lipca 1919 ożenił się z Marią z Szelestowskich (zm. 1963), z którą miał syna Tadeusza Jana (ur. 1921), żołnierza Polskich Sił Zbrojnych na Zachodzie, który po zakończeniu służby wrócił do Polski.

## Ordery i odznaczenia
- Krzyż Srebrny Orderu Wojskowego Virtuti Militari nr 6602 – 17 maja 1922[7][33][34]
- Krzyż Niepodległości – 13 kwietnia 1931 „za pracę w dziele odzyskania niepodległości”[35][36]
- Krzyż Walecznych trzykrotnie – 1922 „za udział w b. Legionach Polskich”[8][37]
- Srebrny Krzyż Zasługi[38][37]
- Medal Pamiątkowy za Wojnę 1918–1921[4]
- Medal Dziesięciolecia Odzyskanej Niepodległości[4]
- Odznaka Pamiątkowa Więźniów Ideowych[5]
- Odznaka „Za wierną służbę”[4]